# پیام بویری
پیام بویری  (زادهٔ ۲۲ دی ۱۳۷۲، ایذه) کشتی‌گیر فرنگی‌کار ایرانی است.

## فعالیت حرفه‌ای ورزشی

### بازی‌های آسیایی ۲۰۱۴
پیام بویری در بازی‌های آسیایی ۲۰۱۴ شرکت کرد و نوربیک خاشیمبکوف از ازبکستان و گوربریت سینگ از هند را شکست داد اما مقابل در دور نیمه‌پایانی برابر تاکهیرو تاناکوبو از ژاپن شکست خورد. بویری با پیروزی مقابل ۱۱ بر صفر مقابل اتاییف امانلی، نمایندهٔ ترکمنستان به مدال برنز دستهٔ ۷۵ ک‌گ دست یافت.

### قهرمانی آسیا ۲۰۱۵
بویری در مسابقات قهرمانی آسیا ۲۰۱۵ در دوحه، در رقابت نخست با حساب ۸ بر صفر مقابل شریف بدر از قطر به پیروزی رسید و در دور دوم در حالی که ۸ بر ۲ از یانگ بین از چین عقب بود با اجرای چند بارهٔ فن فیتو با نتیجهٔ ۱۶ بر ۸ پیروزی را از آن خود کرد و به نیمه‌نهایی رسید. بویری در این مرحله با حساب ۶ بر ۴ مغلوب اتابیک عزیزوف از قرقیزستان شد و به دیدار کسب نشان برنز رفت و در این دیدار به راحتی و با نتیجهٔ ۹ بر صفر دولت ژاکسیلیکوف از قزاقستان را شکست داد و صاحب مدال برنز شد.

### قهرمانی آسیا ۲۰۱۶
بویری در مسابقات قهرمانی آسیا ۲۰۱۶ شرکت کرد و برای دومین بار برنز مسابقات را به دست آورد. وی ابتدا حریفانی از فلسطین و چین را مغلوب کرد اما در دور نیمه‌پایانی برابر دوسژان کارتیکوف از قزاقستان باخت. بویری در رقابت کسب مدال برنز توانست با امتیاز فنی عالی (۸–۰) شرمت پرمانوف، نمایندهٔ تیم ترکمنستان را شکست بدهد.

### قهرمانی زیر ۲۳ سال جهان ۲۰۱۷
بویری در وزن ۷۵ کیلوگرم رقابت‌های امیدهای جهان در سال ۲۰۱۷ شرکت کرد و توانست مدال برنز مسابقات را از آن خود کند. بویری در این تورنمنت ایوان نیلیپیوک از لهستان را ۵–۳ و راجبک بیسلطانوف از دانمارک را ۲–۱ شکست داد و به دور نیمه‌نهایی راه پیدا کرد. وی در این دور در مصاف با گلا بولکوادزه از گرجستان با نتیجهٔ ۲ بر یک شکست خورد و نتوانست به دیدار پایانی راه پیدا کند اما با برتری ۶ بر ۲ مقابل میراس بارشیلیکوف از قزاقستان به جایگاه سوم و مدال برنز مسابقات دست یافت.